# Єлуашвілі Ілля Михайлович
Ілля Михайлович Єлуашвілі (нар. 21 квітня 1927, Батумі — пом. 12 квітня 1998, Одеса) — український скульптор; член Спілки художників України з 1994 року.

## Біографія
Народився 21 квітня 1927 року в місті Батумі (нині Аджарія, Грузія). Упродовж 1949—1954 років навчався в Одеському художьому училищі, де його викладачами були зокрема Мирон Кіпніс і Вячеслав Токарєв. Дипломна робота — скульптура «Признання» (керівник Мирон Кіпніс).
Жив в Одесі, в будинку на вулиці Юрія Олеші, № 10, квартира 70. Помер в Одесі 12 квітня 1998 року.

## Творчість
Працював в галузі станкової і монументальної скульптури. Використовував бетон, алюміній, гіпс, бронзу, дерево. Серед робіт:
станкова скульптура
- «Китобоєць В. Єфимов» (1960, гіпс тонований; у співавторстві з Андрієм Соловйовим);
- «Тарас Шевченко» (1961, гіпс тонований; у співавторстві з Михайлом Нарузецьким);
- «Командир Йона Якір» (1965, штучний камінь);
- «Рік 1945» (1965, гіпс тонований);
- «Вигнання з раю» (1980, бронза);
- фонтан «Чорне море» (1994);

барельєфи
- «І мене в сім'ї великій…» (1964, гіпс тонований);
- «Переможці» (1967, алюміній);
- «Прикордонники» (1970, шамот);
- «На причалі» (1975, бетон);

композиції
- «В добру путь (У космос)» (1967, гіпс тонований);
- «Хліб-сіль» у колгоспі «Перемога» Сумської області (1970, залізобетон);

пам'ятники

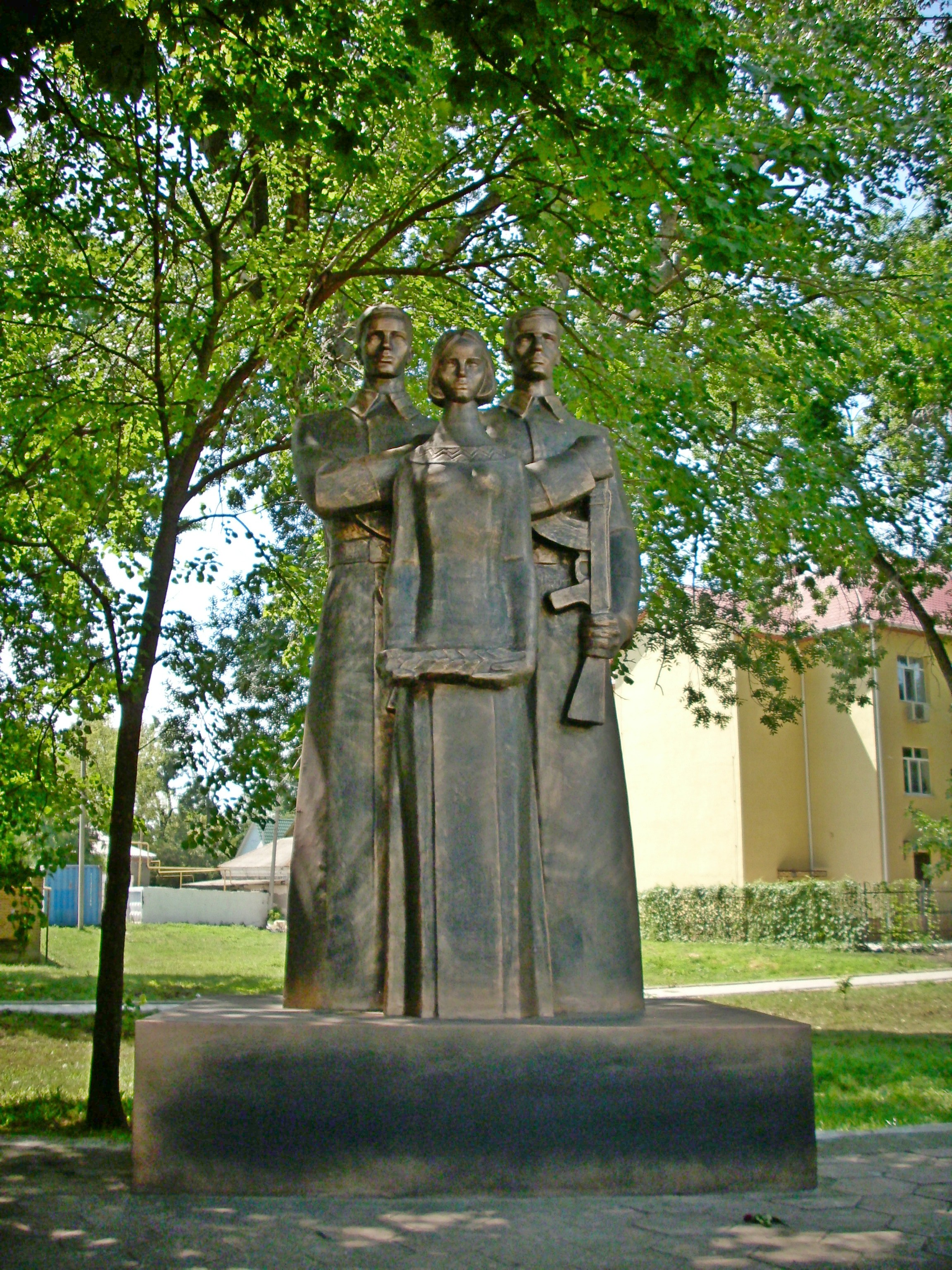
Пам'ятник у Роздільній.

- Леву Толстому в Одесі (1967, бетон, граніт; співавтори Олександр Князик, Андрій Соловйов, Михайло Нарузецький, архітектор Ігор Безчастнов);
- полеглим у Другій світові війні мешканцям міста Роздільної (1970, залізобетон);
- полеглим у Другій світові війні мешканцям села Візового в Омській області (1973).

Разом з Михайлом Нарузецьким і Андрієм Соловйовим створив проект пам'ятника Володимиру Леніну для Одеси (1961, гіпс; 3-тя премія на конкурсі).
Брав участь у всеукраїнських виставках з 1960 року, всесоюзних — з 1967 року, закордонних — з 1991 року. Персональна виставка відбулася в Одесі у 1994 році.